# Bluffton (Indiana)
Bluffton es una ciudad ubicada en el condado de Wells en el estado estadounidense de Indiana. En el Censo de 2010 tenía una población de 9.897 habitantes y una densidad poblacional de 457,03 personas por km².

## Geografía
Bluffton se encuentra ubicada en las coordenadas 40°44′37″N 85°10′20″O / 40.74361, -85.17222. Según la Oficina del Censo de los Estados Unidos, Bluffton tiene una superficie total de 21.65 km², de la cual 21.32 km² corresponden a tierra firme y (1.54%) 0.33 km² es agua.

## Demografía
Según el censo de 2010, había 9.897 personas residiendo en Bluffton. La densidad de población era de 457,03 hab./km². De los 9.897 habitantes, Bluffton estaba compuesto por el 95.98% blancos, el 0.7% eran afroamericanos, el 0.41% eran amerindios, el 0.51% eran asiáticos, el 0.03% eran isleños del Pacífico, el 1.25% eran de otras razas y el 1.12% pertenecían a dos o más razas. Del total de la población el 3.31% eran hispanos o latinos de cualquier raza.